# بيرت إيفانز
بيرت إيفانز (بالإنجليزية: Bert Evans)‏ (10 أغسطس 1922 بسوانزي في المملكة المتحدة - 8 مايو 2008) هو لاعب كرة قدم بريطاني وأمريكي (وحمل سابقاً جنسية المملكة المتحدة لبريطانيا العظمى وأيرلندا) في مركز الدفاع. شارك مع منتخب الولايات المتحدة لكرة القدم. أما مع النوادي، فقد لعب مع سوانزي سيتي ونادي سانت إيلي تاون ونيوبورت كونتي وLovell's Athletic F.C. ‏.